# 納圖恩瑟霍赫瓦特山

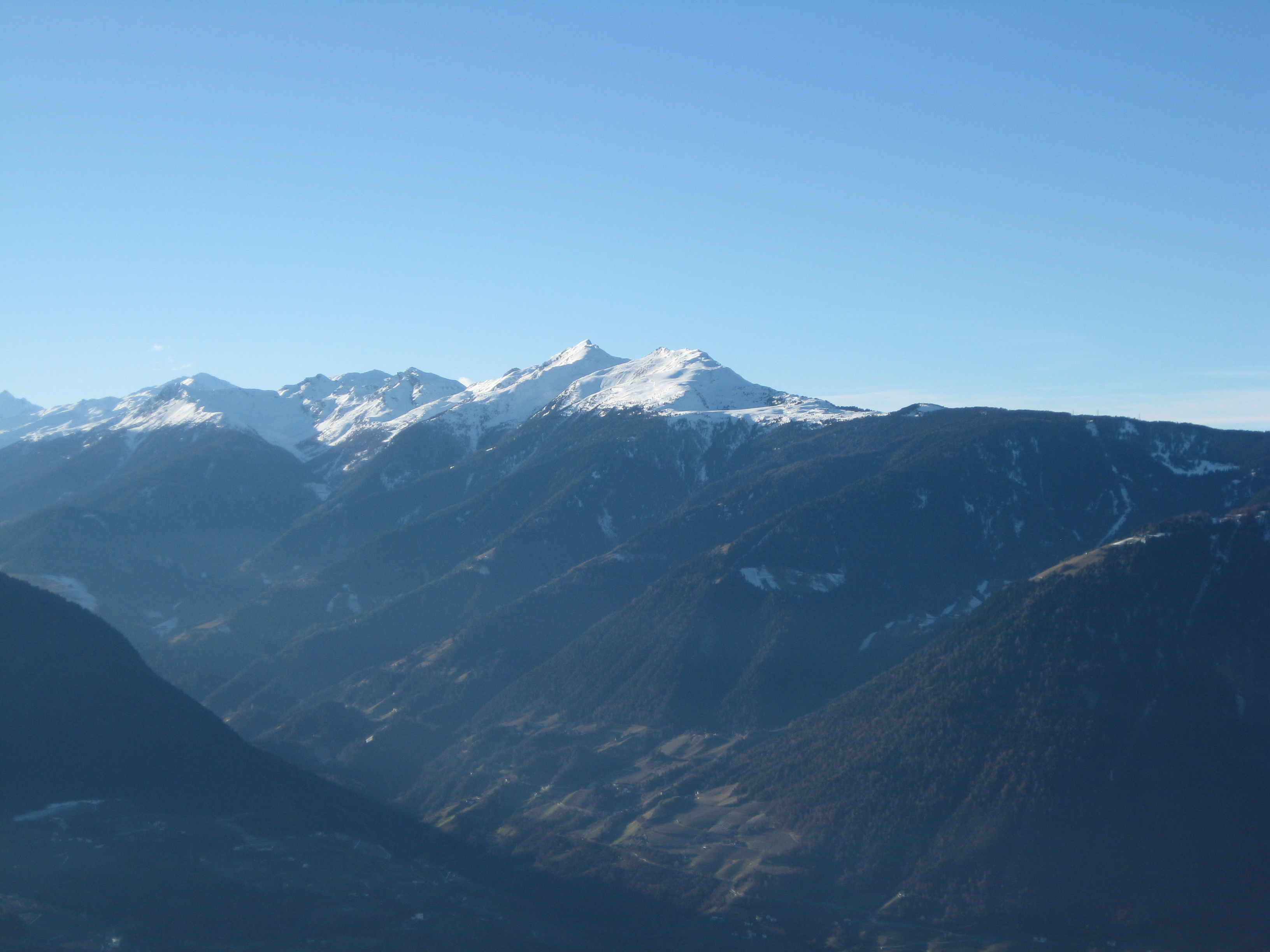

46°36′01″N 11°01′09″E / 46.600246°N 11.019158°E
納圖恩瑟霍赫瓦特山（德語：Naturnser Hochwart），是意大利的山峰，位於該國東北部，由博爾扎諾-南蒂羅爾自治省負責管轄，屬於奥特莱斯山的一部分，海拔高度2,608米。